# Aérospatiale
Aérospatiale var en fransk flyfabrikationsvirksomhed beliggende i Toulouse, Frankrig, som producerede både civile og militære luftfartøjer samt raketter.
Firmaet blev stiftet i 1970 og var en sammenslutning af tre statsejede selskaber, Sud Aviation, Nord Aviation og SÉREB.
I 1992 fandt der en sammenslutning sted mellem det tyske selskab DaimlerBenz Aerospace og Aérospatiales helikopterdivisioner under navnet Eurocopter.
I 1999 blev Aérospatiale lagt sammen med Matra Haute Technologie under navnet Aérospatiale-Matra.
I 2000 fandt der endnu en sammenslutning sted mellem Aérospatiale-Matra og Construcciones Aeronáuticas (CASA) fra Spanien og DaimlerChrysler Aerospace (DASA) fra Tyskland, og man dannede selskabet European Aeronautic Defence and Space Company, EADS.

## Produkter
- Airbus – passagerfly.
- Alouette (helikopter) – helikopter
- Arabsat (satellit) – satellit.
- Ariane (raket) – raket.
- Caravelle – passagerfly.
- Concorde – passagerfly udviklet i samarbejde med British Aircraft Corporation.
- Corvette (passagerfly) – passagerfly.
- Dauphin (helikopter) – helikopter.
- Exocet (missil) – missil.
- Gazelle – helikopter.
- Lama – helikopter. |  | Wikimedia Commons har medier relateret til: Aérospatiale |
- Puma –  helikopter.
- Spacebus 300 – satellit.